# Grafisk formgivning

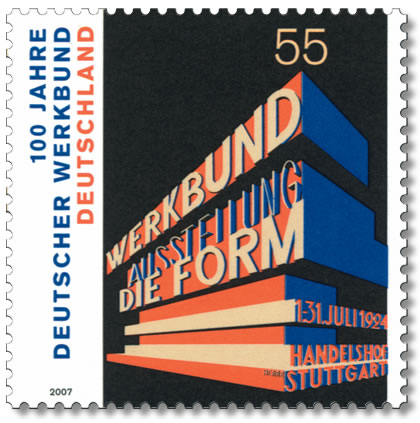
Grafiskt formgivet frimärke som hyllar Deutscher Werkbunds 100-årsjubileum 2007.

Grafisk design eller grafisk formgivning handlar om användandet av typsnitt, logotyper, färger och så vidare på saker och ting, i trycksaker, eller i digitala media och system. Det omfattar till exempel användargränssnitt, heraldik, kalligrafi och typografi.

## Grafisk design

Grafisk design för ett piktogram för skylt "nödutgång"

Grafisk design är tillämpade tekniker för att arrangera bilder och text för att få fram ett budskap eller underlätta mottagarens förståelse. Teknikerna kan användas i alla typer av media, till exempel trycksaker, framställning på datorbildskärm, film (fotografisk och animerad), industriprodukter, förpackningar och informationskyltar. Även om grafisk design i någon mening blev ofrånkomlig redan när människan först började använda skrift, så var det först i slutet av 1800-talet som den började ses som en egen disciplin.
Grafisk design har stora överlapp med andra discipliner, till exempel bildkonst, arkitektur, inredning, mode, illustration, fotografi och människa-dator-interaktion.
De grundläggande principerna för grafisk design är placering av text, balans, färg, kontrast, rörelse, mönster, proportionalitet, närhet, upprepning och ytegenskaper.
CAP&Design är en svensk tidskrift som behandlar ämnet.

## Kommunikationsdesign

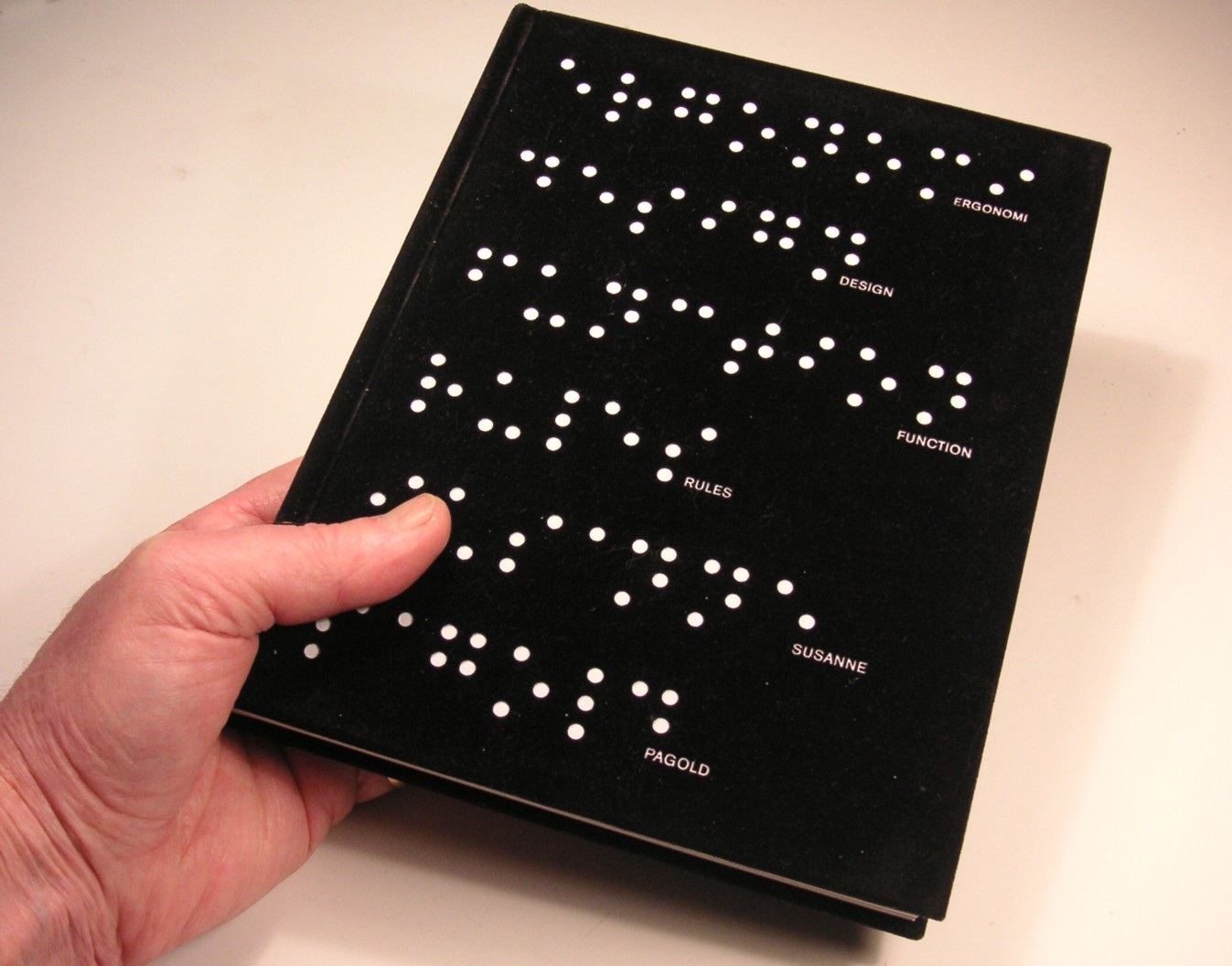
Kommunikationsdesign av boken "Function Rules".
Design: Ergonomidesign

Kommunikationsdesign (från latin communicare, meddela) är formgivning eller design av informationen och/eller kontakten mellan människor. Den ursprungligaste formen av mellanmänsklig kommunikation var talet och gester. I ett dagens samhälle finns en lång rad av kommunikationsmöjligheter för utbyte av nyheter, reklam, kunskap, underhållning, allmän information eller bara ett privat samtal. Det betyder att den som vill påverka samhällsutvecklingen inte längre kan nöja sig med att bara ha djupa specialistkunskaper i ett speciellt ämne som anses viktigt, utan han eller hon måste också kunna kommunicera, meddela sin kunskap så att omvärlden ser värdet av dessa kunskaper. Till kommunikationsdesigen räknas områden som bl.a. berör reklam, affischer, förpackning, fotografi, television, bio, företagsidentitet, webbdesign och informationsteknologi (IT).
Ett exempel på lyckat kommunikationsdesign är den prisbelönta boken om designföretaget Ergonomidesign "Funktion Rules" av journalisten Susanne Pagold och designern Gábor Palotai. Boken fick år 2007 utmärkelsen Red dot award med tillägg "best of the best". Priset utges av Design Zentrum Nordrhein-Westfahlen i Essen.